# Phyllanthus amarus
Phyllanthus amarus är en emblikaväxtart som beskrevs av Heinrich Christian Friedrich Schumacher och Peter Thonning. Phyllanthus amarus ingår i släktet Phyllanthus och familjen emblikaväxter. Inga underarter finns listade i Catalogue of Life.

## Bildgalleri

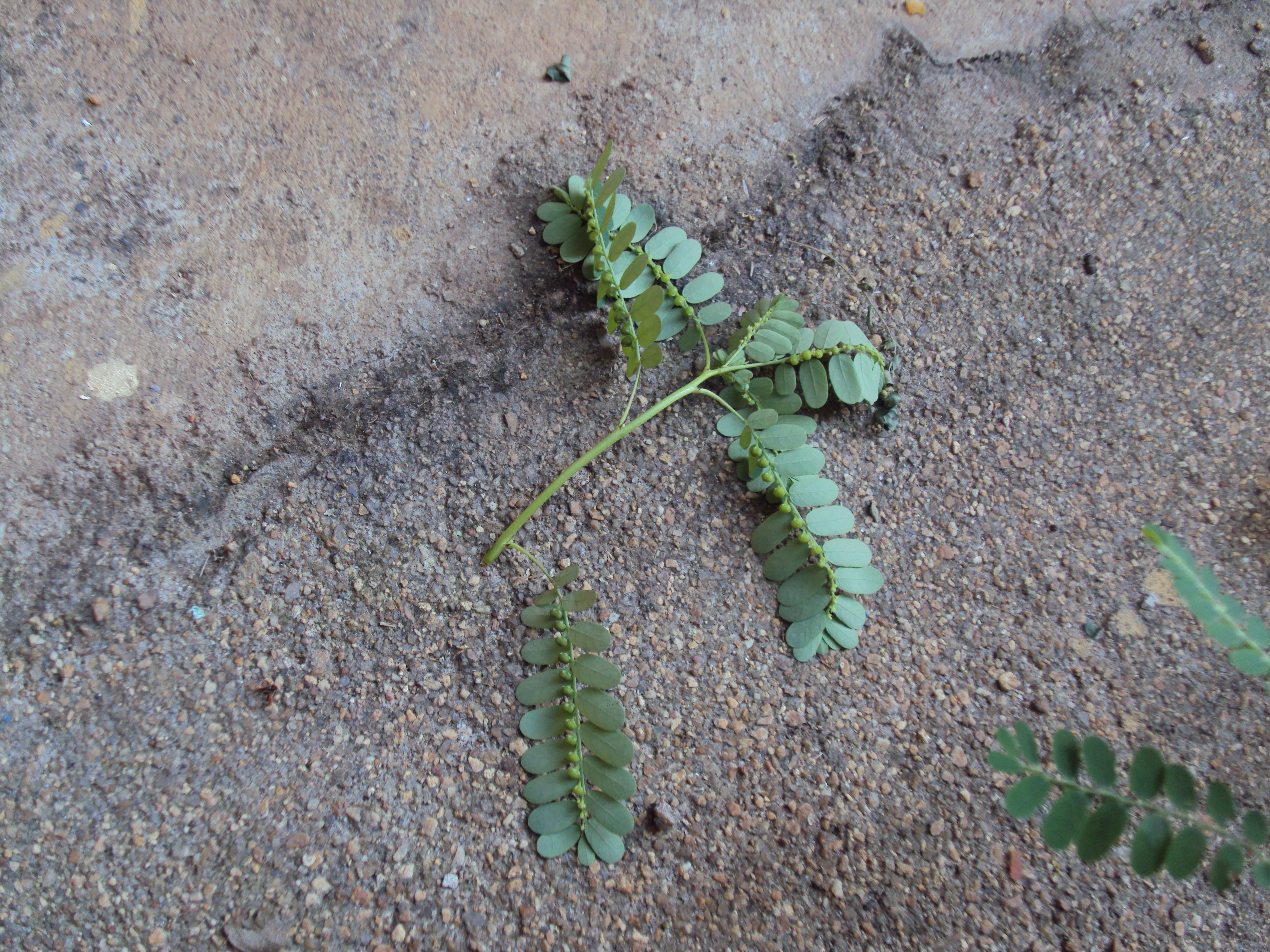
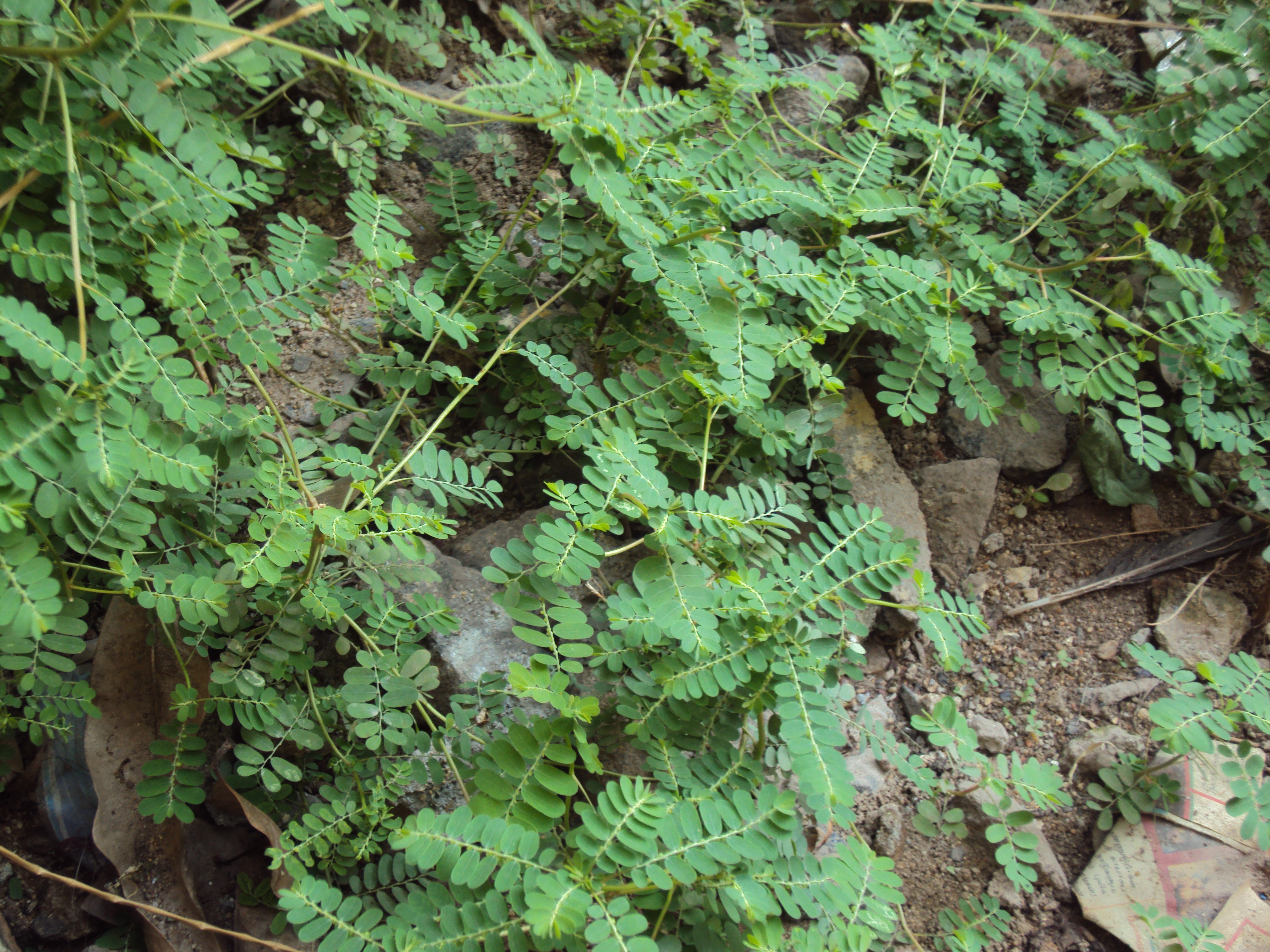
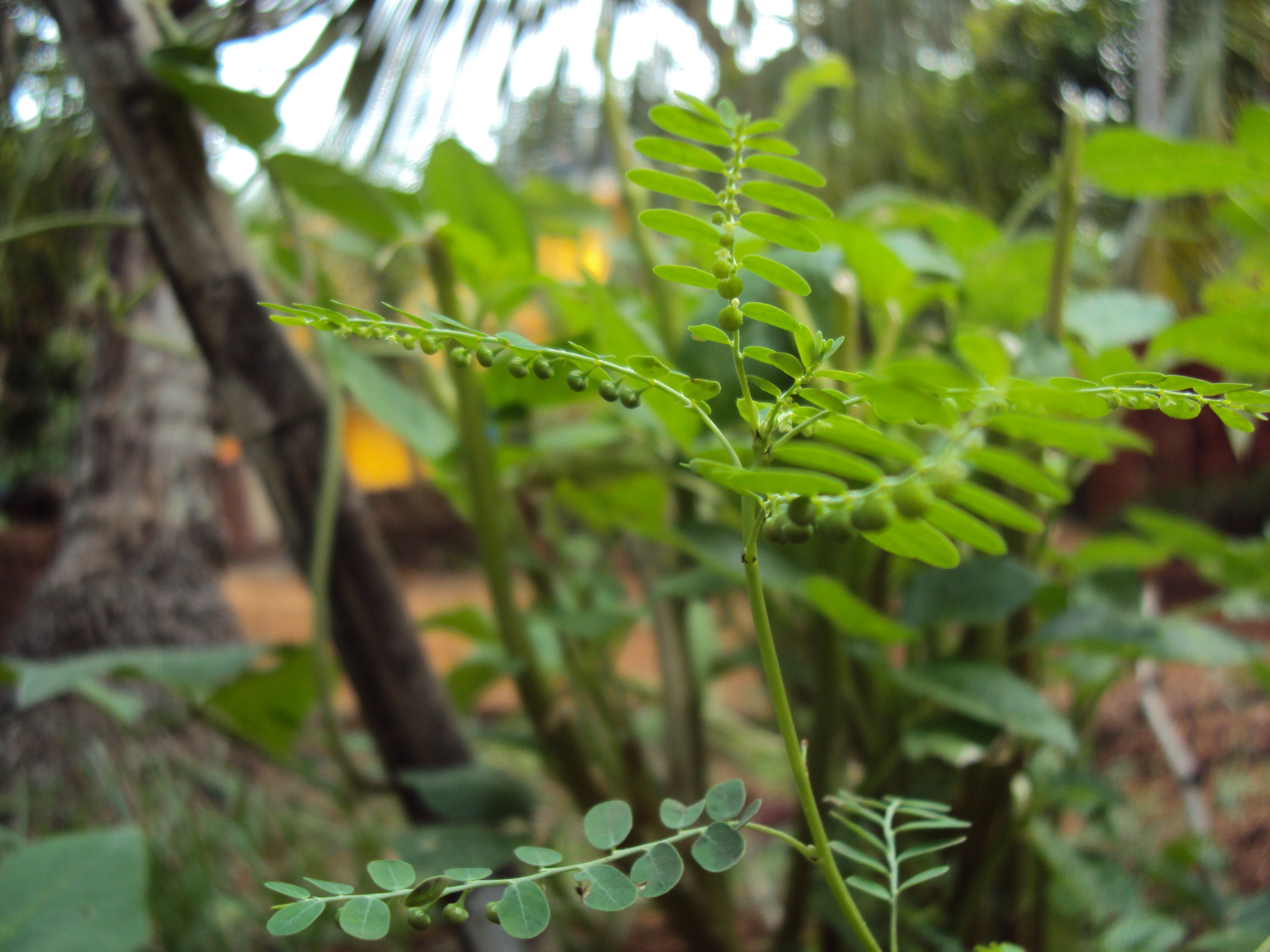
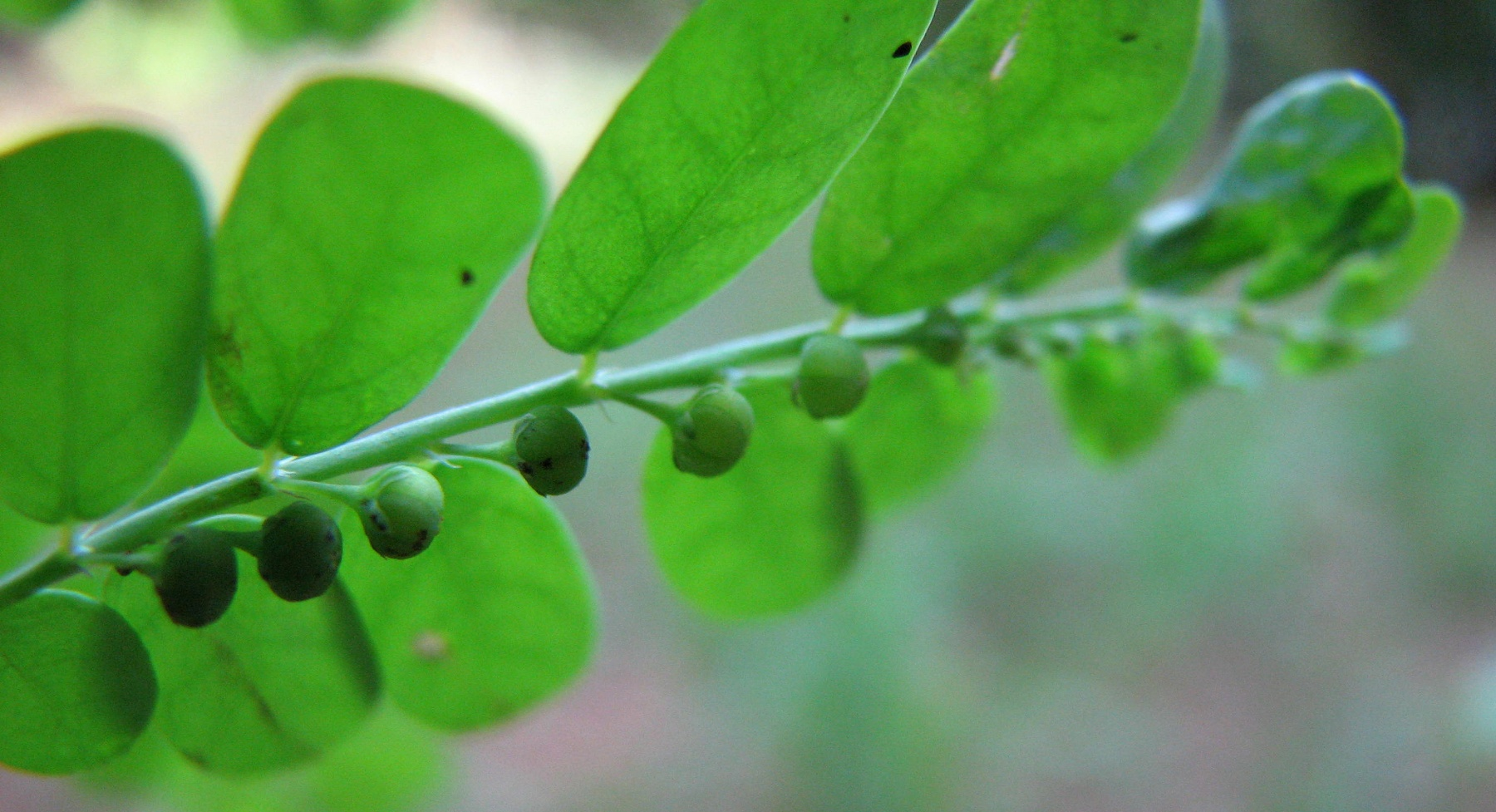